# 江東橋戰役
江东桥戰役是郑成功率领南明军队與清朝军队在福建省漳州江東橋的一场战斗，由鄭軍取得勝利。

## 经过
在大西军联合南明朝廷共同抵抗清军的同时，东南沿海的郑成功部队也展开了对清军的反击。永曆六年(1652年)正月，郑成功率领明军包围了福建长泰。三月清浙闽总督陈锦率军支援长泰，准备分四路包围明军，陈锦亲率数万清军由同安向西主攻，另派一部清军由汀州向南出击，同时广东清军由潮州向东出击，广东海军也由海上向北截断明军后路，妄想围歼郑成功部队。郑成功各派一部兵力阻击北、西、南三面清军，自己则率领主力在江东山迎战陈锦率领的清军主力。他以逸待劳，趁陈锦率领的清军未到前，设伏于江东桥，据险迎敌。三月十三日，明清两军会战于江东桥，由于明军伏击的战术得当，不到一天就击溃清军。陈锦率少量残余清军狼狈逃到同安附近，在灌口被侍从李进忠杀死，把首级献给了郑成功。清长泰守将杨青自知寡不敌众，连夜弃城逃跑，明军取得了江东桥大捷的胜利。

## 影响
江东桥大捷消灭了福建清军主力，大大打击了清军的嚣张气焰，巩固了以厦门为核心的南明抗清根据地。